# Godfried Bomans Genootschap
In het Godfried Bomans Genootschap verenigen zich liefhebbers van en geïnteresseerden in het leven en het werk van de auteur Godfried Bomans. Het is statutair gevestigd in Haarlem, Bomansstad bij uitstek.

## Geschiedenis
Enkele maanden na de dood van Godfried Bomans, op 22 december 1971, komen in Leiden liefhebbers van Bomans’ werk bijeen. Over één ding zijn ze het al snel eens: er moet een genootschap komen dat tot doel heeft het werk te bestuderen en de nagedachtenis aan de schrijver levend te houden.
Op 1 juni 1972 al vindt de oprichting plaats van het Godfried Bomans Genootschap dat uitgroeit tot een vereniging met bijna 250 leden in Nederland en België, maar ook in Duitsland, Noorwegen en Griekenland. 

## Activiteiten
Het Genootschap geeft tweemaal per jaar een periodiek uit en organiseert daarnaast twee bijeenkomsten, gewoonlijk in Haarlem, in april en in oktober, telkens op de tweede zaterdag. Die
bijeenkomsten bestaan doorgaans uit een lezing en een gezamenlijk diner. In
het verleden werden lezingen verzorgd onder andere door Dries van Agt, Jules Croiset, Wouter van Dieren, Louis Ferron, Michel van der Plas, Harry Prenen, Harry G.M. Prick, Carol Voges, Midas Dekkers, Ivo de Wijs, Mark Eijskens, Jacques Vriens, Hetty Blok, Rik Torfs enz.  
Daarbuiten werkt het Genootschap mee aan alle mogelijke activiteiten die het doel kunnen bevorderen, zoals tentoonstellingen, conferenties en lezingen. Zo maakte het in samenwerking met de Bibliotheek Zuidkennemerland een hoorspel getiteld Ik zag de wereld op haar mooist over de ballontocht die Bomans in 1951 maakte.   
Het Genootschap heeft regelmatig eigen uitgaven, zoals een
wandelroute door Haarlem, getiteld Met Bomans door Haarlem…, Sinterklaas in Canada, (over Bomans' optreden als Sinterklaas), Wekker en Wierook (langs adressen in Nijmegen), Winterstad (langs adressen in Amsterdam), Met Bomans de wereld rond (over Bomans' reis rond de wereld). 
Daarnaast maakt het Godfried Bomans Genootschap podcasts met de titel Over Godfried Bomans Gesproken. En het Genootschap heeft een Facebookpagina en een Youtubekanaal waarop filmpjes van en over Godfried Bomans te zien zijn. 